# 茹洛梅尼亚 (洛雷图圣母城)
茹洛梅尼亚是葡萄牙埃武拉区的一个堂区。总面积33.05平方公里，2001年总人口146人，人口密度4.4人/平方公里。